# 姫路都市圏
姫路都市圏（ひめじとしけん）は、兵庫県姫路市を中心とする都市圏である。域内総生産は約2兆9482億円。

## 定義
一般的な都市圏の定義については都市圏を参照のこと。

### 「10% 都市圏（通勤圏）」

姫路都市圏（都市雇用圏）の範囲

2015年国勢調査の基準では姫路市を中心市とする4市5町で都市雇用圏が構成され、2015年の人口は773,389人である。
通勤率が最も高い自治体は太子町の39.3%であり、以下は通勤率上位5つの自治体である（2015年国勢調査）。
| 順位 | 自治体   | 通勤率 |
| ---- | -------- | ------ |
| 1    | 太子町   | 39.3%  |
| 2    | 福崎町   | 25.4%  |
| 3    | たつの市 | 25.2%  |
| 4    | 市川町   | 23.5%  |
| 5    | 神河町   | 16.6%  |

都市雇用圏（10% 通勤圏）の変遷
- 都市雇用圏を構成しない自治体は、各統計年の欄で灰色かつ「-」で示す。

| 自治体 ('80) | 1980年                 | 1990年                 | 1995年                 | 2000年                 | 2005年                 | 2010年                 | 2015年                 | 自治体 （現在） |
| ------------ | ---------------------- | ---------------------- | ---------------------- | ---------------------- | ---------------------- | ---------------------- | ---------------------- | --------------- |
| 家島町       | -                      | -                      | -                      | -                      | -                      | 姫路 都市圏 72万4209人 | 姫路 都市圏 77万3389人 | 姫路市          |
| 姫路市       | 姫路 都市圏 70万9219人 | 姫路 都市圏 72万6429人 | 姫路 都市圏 74万1089人 | 姫路 都市圏 74万1759人 | 姫路 都市圏 74万0598人 | 姫路 都市圏 72万4209人 | 姫路 都市圏 77万3389人 | 姫路市          |
| 香寺町       | 姫路 都市圏 70万9219人 | 姫路 都市圏 72万6429人 | 姫路 都市圏 74万1089人 | 姫路 都市圏 74万1759人 | 姫路 都市圏 74万0598人 | 姫路 都市圏 72万4209人 | 姫路 都市圏 77万3389人 | 姫路市          |
| 家島町       | 姫路 都市圏 70万9219人 | 姫路 都市圏 72万6429人 | 姫路 都市圏 74万1089人 | 姫路 都市圏 74万1759人 | 姫路 都市圏 74万0598人 | 姫路 都市圏 72万4209人 | 姫路 都市圏 77万3389人 | 姫路市          |
| 安富町       | 姫路 都市圏 70万9219人 | 姫路 都市圏 72万6429人 | 姫路 都市圏 74万1089人 | 姫路 都市圏 74万1759人 | 姫路 都市圏 74万0598人 | 姫路 都市圏 72万4209人 | 姫路 都市圏 77万3389人 | 姫路市          |
| 龍野市       | 姫路 都市圏 70万9219人 | 姫路 都市圏 72万6429人 | 姫路 都市圏 74万1089人 | 姫路 都市圏 74万1759人 | 姫路 都市圏 74万0598人 | 姫路 都市圏 72万4209人 | 姫路 都市圏 77万3389人 | たつの市        |
| 新宮町       | 姫路 都市圏 70万9219人 | 姫路 都市圏 72万6429人 | 姫路 都市圏 74万1089人 | 姫路 都市圏 74万1759人 | 姫路 都市圏 74万0598人 | 姫路 都市圏 72万4209人 | 姫路 都市圏 77万3389人 | たつの市        |
| 揖保川町     | 姫路 都市圏 70万9219人 | 姫路 都市圏 72万6429人 | 姫路 都市圏 74万1089人 | 姫路 都市圏 74万1759人 | 姫路 都市圏 74万0598人 | 姫路 都市圏 72万4209人 | 姫路 都市圏 77万3389人 | たつの市        |
| 御津町       | 姫路 都市圏 70万9219人 | 姫路 都市圏 72万6429人 | 姫路 都市圏 74万1089人 | 姫路 都市圏 74万1759人 | 姫路 都市圏 74万0598人 | 姫路 都市圏 72万4209人 | 姫路 都市圏 77万3389人 | たつの市        |
| 山崎町       | -                      | -                      | -                      | -                      | -                      | -                      | 姫路 都市圏 77万3389人 | 宍粟市          |
| 一宮町       | -                      | -                      | -                      | -                      | -                      | -                      | 姫路 都市圏 77万3389人 | 宍粟市          |
| 波賀町       | -                      | -                      | -                      | -                      | -                      | -                      | 姫路 都市圏 77万3389人 | 宍粟市          |
| 千種町       | -                      | -                      | -                      | -                      | -                      | -                      | 姫路 都市圏 77万3389人 | 宍粟市          |
| 太子町       | 姫路 都市圏 70万9219人 | 姫路 都市圏 72万6429人 | 姫路 都市圏 74万1089人 | 姫路 都市圏 74万1759人 | 姫路 都市圏 74万0598人 | 姫路 都市圏 72万4209人 | 姫路 都市圏 77万3389人 | 太子町          |
| 相生市       | 姫路 都市圏 70万9219人 | 姫路 都市圏 72万6429人 | 姫路 都市圏 74万1089人 | 姫路 都市圏 74万1759人 | 姫路 都市圏 74万0598人 | 姫路 都市圏 72万4209人 | 姫路 都市圏 77万3389人 | 相生市          |
| 福崎町       | 姫路 都市圏 70万9219人 | 姫路 都市圏 72万6429人 | 姫路 都市圏 74万1089人 | 姫路 都市圏 74万1759人 | 姫路 都市圏 74万0598人 | 姫路 都市圏 72万4209人 | 姫路 都市圏 77万3389人 | 福崎町          |
| 上郡町       | 姫路 都市圏 70万9219人 | 姫路 都市圏 72万6429人 | 姫路 都市圏 74万1089人 | 姫路 都市圏 74万1759人 | 姫路 都市圏 74万0598人 | 姫路 都市圏 72万4209人 | 姫路 都市圏 77万3389人 | 上郡町          |
| 市川町       | 姫路 都市圏 70万9219人 | 姫路 都市圏 72万6429人 | 姫路 都市圏 74万1089人 | 姫路 都市圏 74万1759人 | 姫路 都市圏 74万0598人 | 姫路 都市圏 72万4209人 | 姫路 都市圏 77万3389人 | 市川町          |
| 神崎町       | 姫路 都市圏 70万9219人 | 姫路 都市圏 72万6429人 | 姫路 都市圏 74万1089人 | 姫路 都市圏 74万1759人 | 姫路 都市圏 74万0598人 | 姫路 都市圏 72万4209人 | 姫路 都市圏 77万3389人 | 神河町          |
| 大河内町     | 姫路 都市圏 70万9219人 | 姫路 都市圏 72万6429人 | 姫路 都市圏 74万1089人 | 姫路 都市圏 74万1759人 | 姫路 都市圏 74万0598人 | 姫路 都市圏 72万4209人 | 姫路 都市圏 77万3389人 | 神河町          |
| 三日月町     | 姫路 都市圏 70万9219人 | 姫路 都市圏 72万6429人 | 姫路 都市圏 74万1089人 | -                      | -                      | -                      | -                      | 佐用町          |
| 南光町       | 姫路 都市圏 70万9219人 | 姫路 都市圏 72万6429人 | -                      | -                      | -                      | -                      | -                      | 佐用町          |
| 佐用町       | -                      | -                      | -                      | -                      | -                      | -                      | -                      | 佐用町          |
| 上月町       | -                      | -                      | -                      | -                      | -                      | -                      | -                      | 佐用町          |

- 2005年4月1日:宍粟郡山崎町、一宮町、波賀町、千種町が新設合併して宍粟市となった。
- 2005年10月1日：龍野市、揖保郡新宮町、揖保川町、御津町が新設合併してたつの市となった。
- 2005年10月1日：佐用郡佐用町、上月町、南光町、三日月町が新設合併して佐用町となった。
- 2005年11月7日：神崎郡神崎町、大河内町が新設合併して神河町となった。
- 2006年3月27日：姫路市が飾磨郡夢前町、家島町、神崎郡香寺町、宍粟郡安富町を編入合併した。

## 播磨圏域連携中枢都市圏
2015年4月5日に姫路市、相生市、加古川市、高砂市、加西市、宍粟市、たつの市、稲美町、播磨町、市川町、福崎町、神河町、太子町、上郡町、佐用町の7市8町は連携協約を結び、姫路市を中心とする播磨圏域連携中枢都市圏が形成された。同年12月1日には手続き上の遅れで発足時に参加していなかった赤穂市も都市圏に加わり、8市8町となっている。

### 図書館の広域貸し出し
播磨圏域連携中枢都市圏に参加する8市8町では、2015年11月1日（赤穂市のみ2016年4月1日）から都市圏内の公立図書館・図書室を包摂する広域貸し出し制度を実施している。
兵庫県では阪神間の7市1町で阪神地区公共図書館協議会が1991年に市町間の広域貸し出しを開始したのを嚆矢として、1995年には東播磨地区図書館等連絡協議会が東播磨県民局・北播磨県民局管内の8市3町による広域貸し出しを実施している。播磨圏域連携中枢都市圏の広域貸し出しはこれらの先行事例に次ぐものであるが、公立図書館の地域協議会でなく都市圏参加自治体の協働として実施された点に特徴がある。
広域貸し出しの対象となる図書館・図書室は以下の通り。貸し出しを受ける場合は各館ごとに利用券の発行が必要だが参加市町のうち姫路市・福崎町・神河町の公立図書館・図書室ではマイナンバーカードの共通利用を実施しており、将来的には全市町への拡大構想もあるとしている。
| 市・町   | 市・町   | 本館                   | 分館・分室等                 | 備考                             |
| -------- | -------- | ---------------------- | ---------------------------- | -------------------------------- |
| 相生市   | 相生市   | 相生市立図書館         | 相生市立図書館               |                                  |
| 赤穂市   | 赤穂市   | 赤穂市立図書館         | 赤穂市立図書館               | 2016年4月から参加                |
| 加古川市 | 加古川市 | 加古川市立中央図書館   | 他2館1室                     | 東播磨の広域貸し出しにも参加     |
| 加西市   | 加西市   | 加西市立図書館         | 加西市立図書館               | 東播磨の広域貸し出しにも参加     |
| 宍粟市   | 宍粟市   | 宍粟市立図書館         | 宍粟市立ちくさ図書館、分室2  |                                  |
| 高砂市   | 高砂市   | 高砂市立図書館         | 高砂市立図書館               | 東播磨の広域貸し出しにも参加     |
| たつの市 | たつの市 | たつの市立龍野図書館   | 3分館                        |                                  |
| 姫路市   | 姫路市   | 姫路市立城内図書館     | 14分館                       | マイナンバーカード共通利用を実施 |
| 赤穂郡   | 上郡町   | 上郡町立図書館         | 上郡町立図書館               |                                  |
| 揖保郡   | 太子町   | 太子町立図書館         | 太子町立図書館               |                                  |
| 加古郡   | 稲美町   | 稲美町立図書館         | 稲美町立図書館               | 東播磨の広域貸し出しにも参加     |
| 加古郡   | 播磨町   | 播磨町立図書館         | 播磨町立図書館               | 東播磨の広域貸し出しにも参加     |
| 神崎郡   | 市川町   | いちかわ図書館         | いちかわ図書館               |                                  |
| 神崎郡   | 神河町   | 神河町中央公民館図書室 | 神崎公民館図書室・きらきら館 | マイナンバーカード共通利用を実施 |
| 神崎郡   | 福崎町   | 福崎町立図書館         | 福崎町立図書館               | マイナンバーカード共通利用を実施 |
| 佐用郡   | 佐用町   | 佐用町立図書館         | 分室3                        |                                  |